# Atletica leggera ai Giochi della XVII Olimpiade - Decathlon

Video della Finale (film ufficiale dei Giochi; voce narrante in inglese)

La competizione del decathlon di atletica leggera ai Giochi della XVII Olimpiade si è disputata nei giorni 5 e 6 settembre 1960 allo Stadio Olimpico di Roma.
Ancora oggi la gara è ricordata grazie al film La grande olimpiade (1960), di Romolo Marcellini, che la descrive minuziosamente e con dovizia di immagini.

## L'eccellenza mondiale
La scena mondiale è dominata dallo statunitense Rafer Johnson (argento a Melbourne) e dal taiwanese Yang (che vive negli Stati Uniti e studia nella stessa università del rivale). Alle selezioni olimpiche (notoriamente "open" negli Stati Uniti), Johnson batte Yang e migliora per la terza volta il record mondiale con 8.683 punti.
L'unico che ai Giochi potrebbe fare da terzo incomodo è il sovietico Kusnetsov, già detentore del record mondiale. Ma il russo è reduce da un infortunio e non sarà mai veramente in lotta per l'oro.

## Risultati
I due protagonisti sono vicini in tutte le specialità; alla fine della prima giornata è davanti Johnson di soli 55 punti: 4647 contro 4592.
Nella seconda giornata i due si scavalcano più volte in testa alla classifica. Johnson giunge in vantaggio di 67 punti prima della prova finale, i 1500 metri. In questa gara il taiwanese vanta un personale di 4'36", mentre lo statunitense ha un personale ben più alto: 4'54"2, stabilito a Melbourne. Yang, se vuole vincere, deve staccare Johnson di almeno dieci secondi. La gara è massacrante: Johnson si incolla dietro Yang dall'inizio alla fine. Yang sprinta in rettilineo, ma riesce a distanziare il rivale di soli 1"2 secondi.
| Pos.    | Atleta                    | Età | Nazione          | Punti |
| ------- | ------------------------- | --- | ---------------- | ----- |
| Oro     | Rafer Johnson             | 25  | Stati Uniti      | 8392  |
| Argento | Yang Chuan-kwang          | 27  | Taiwan           | 8334  |
| Bronzo  | Vasilij Kuznecov          | 28  | Unione Sovietica | 7809  |
| 4       | Yuriy Kutenko             | 28  | Unione Sovietica | 7567  |
| 5       | Eef Kamerbeek             | 26  | Paesi Bassi      | 7236  |
| 6       | Franco Sar                | 26  | Italia           | 7195  |
| 7       | Markus Kahma              | 27  | Finlandia        | 7112  |
| 8       | Klaus Grogorenz           | 23  | Germania         | 7032  |
| 9       | Jože Brodnik              | 24  | Jugoslavia       | 6918  |
| 10      | Manfred Bock              | 19  | Germania         | 6894  |
| 11      | Fritz Vogelsang           | 27  | Svizzera         | 6767  |
| 12      | Seppo Suutari             | 19  | Finlandia        | 6751  |
| 13      | Luciano Paccagnella       | 21  | Italia           | 6279  |
| 14      | Björgvin Hólm             | 25  | Islanda          | 6261  |
| 15      | Herman Timme              | 27  | Paesi Bassi      | 6206  |
| 16      | Walter Meier              | 33  | Germania         | 6000  |
| 17      | Johann Muchitsch          | 27  | Austria          | 5950  |
| 18      | Léopold Marien            | 26  | Belgio           | 5919  |
| 19      | Juris Laipenieks          | 20  | Cile             | 5865  |
| 20      | Héctor Thomas             | 21  | Venezuela        | 5753  |
| 21      | Rodolfo Mijares           | 22  | Messico          | 5413  |
| 22      | George Stulac             | 26  | Canada           | 5198  |
| 23      | Panagiotis Epitropopoulos | 22  | Grecia           | 4737  |
| -       | Jurij Diachk'ovi          | 20  | Unione Sovietica | Rit.  |
| -       | Phil Mulkey               | 25  | Stati Uniti      | Rit.  |
| -       | Gurbachan Singh Randhawa  | 21  | India            | Rit.  |
| -       | Mirko Kolnik              | 24  | Jugoslavia       | Rit.  |
| -       | Alois Büchel              | 19  | Liechtenstein    | Rit.  |
| -       | Júlio Santos              | 24  | Portogallo       | Rit.  |
| -       | David Allan Edstrom       | 21  | Stati Uniti      | Rit.  |

Dopo l'enorme fatica Johnson dirà "Mai più" e infatti alla fine della stagione si ritirerà dall'attività agonistica. Farà in tempo a ricevere il premio come migliore atleta USA dell'anno negli sport non professionistici.

### Tutte le prove
| Pos.    | Atleta                    | Età | Totale | Prove             | 100m      | Lungo    | Peso      | Alto     | 400m      | 110hs    | Disco     | Asta     | Giavell.   | 1500m      |
| ------- | ------------------------- | --- | ------ | ----------------- | --------- | -------- | --------- | -------- | --------- | -------- | --------- | -------- | ---------- | ---------- |
| Oro     | Rafer Johnson             | 26  | 8392   | Prestazione Punti | 10"9 948  | 7,35 906 | 15,82 976 | 1,85 832 | 48"3 985  | 15"3 740 | 48,49 894 | 4,10 795 | 69,76 980  | 4'49"7 336 |
| Argento | Yang Chuan-kwang          | 27  | 8334   | Prestazione Punti | 10"7 1034 | 7,46 950 | 13,33 703 | 1,90 900 | 48"1 1005 | 14"6 923 | 36,59 622 | 4,30 915 | 68,22 937  | 4'48"5 345 |
| Bronzo  | Vasilij Kuznecov          | 28  | 7809   | Prestazione Punti | 11"1 870  | 6.96 773 | 14,46 817 | 1,75 711 | 50"2 828  | 15"0 813 | 50,52 972 | 3,90 695 | 71,20 1024 | 4'53"8 306 |
| 4       | Jurij Kutenko             | 28  | 7567   | Prestazione Punti | 11"4 768  | 6.93 764 | 13,97 767 | 1,80 770 | 51"1 765  | 15"6 673 | 45,63 795 | 4,20 855 | 71,44 1031 | 4'44"2 379 |
| 5       | Evert Kamerbeek           | 26  | 7236   | Prestazione Punti | 11"3 800  | 7.21 856 | 13,76 746 | 1,80 770 | 51"1 765  | 14"9 840 | 44,31 753 | 3,80 645 | 57,49 677  | 4'43"6 384 |
| 6       | Franco Sar                | 27  | 7195   | Prestazione Punti | 11"4 768  | 6.69 692 | 13,89 759 | 1,80 770 | 51"3 751  | 14"7 894 | 49,58 935 | 3,80 645 | 55,74 641  | 4'49"2 340 |
| 7       | Markus Kahma              | 28  | 7112   | Prestazione Punti | 11"5 737  | 6,93 764 | 14,55 827 | 1,75 711 | 50"5 807  | 15"9 612 | 44,93 773 | 3,60 556 | 60,50 743  | 4'22"8 582 |
| 8       | Klaus Grogorenz           | 23  | 7032   | Prestazione Punti | 10"8 990  | 6,93 764 | 12,42 619 | 1,73 689 | 48"0 1015 | 16"9 443 | 40,12 630 | 3,70 596 | 60,81 750  | 4'27"0 536 |
| 9       | Jože Brodnik              | 24  | 6918   | Prestazione Punti | 11"6 707  | 6,91 758 | 12,3 609  | 1,80 770 | 51"0 772  | 15"7 652 | 37,66 563 | 4,10 795 | 65,30 858  | 4'37"7 434 |
| 10      | Manfred Bock              | 19  | 6894   | Prestazione Punti | 11"4 768  | 6,79 722 | 12,03 584 | 1,85 832 | 50"5 807  | 16"1 575 | 37,69 564 | 3,90 695 | 63,63 817  | 4'27"6 530 |
| 11      | Fritz Vogelsang           | 28  | 6767   | Prestazione Punti | 11"3 800  | 6,94 767 | 11,78 562 | 1,70 656 | 50"0 844  | 15"3 740 | 37,03 547 | 4,00 745 | 52,61 578  | 4'27"7 528 |
| 12      | Seppo Suutari             | 20  | 6751   | Prestazione Punti | 11"1 870  | 6,94 767 | 14,96 872 | 1,83 806 | 51"8 716  | 15"6 673 | 37,94 571 | 3,50 516 | 59,86 729  | 5'04"8 231 |
| 13      | Luciano Paccagnella       | 21  | 6279   | Prestazione Punti | 11"8 650  | 6,73 704 | 14,18 788 | 1,80 770 | 54"3 565  | 15"7 652 | 45,67 797 | 3,60 556 | 48,60 503  | 4'55"4 294 |
| 14      | Björgvin Hólm             | 26  | 6261   | Prestazione Punti | 11"8 650  | 6,93 764 | 13,58 728 | 1,75 711 | 51"8 716  | 16"2 557 | 39,50 612 | 3,30 438 | 57,45 676  | 4'40"6 409 |
| 15      | Herman Timme              | 27  | 6206   | Prestazione Punti | 11"3 800  | 6,93 764 | 13,19 689 | 1,83 806 | 51"2 758  | 15"7 652 | 39,08 601 | 3,30 438 | 51,74 561  | 5'21"4 137 |
| 16      | Walter Meier              | 33  | 6000   | Prestazione Punti | 11"3 800  | NM 0     | 13,68 738 | 1,83 806 | 49"5 884  | 16"0 593 | 39,18 603 | 3,70 596 | 47,33 480  | 4'30"6 500 |
| 17      | Johann Muchitsch          | 28  | 5950   | Prestazione Punti | 11"5 737  | 7,14 832 | 11,07 505 | 1,80 770 | 51"3 751  | 15"8 632 | 31,79 418 | 3,20 400 | 38,44 330  | 4'23"3 575 |
| 18      | Léopold Marien            | 26  | 5919   | Prestazione Punti | 11"5 737  | 6,62 672 | 11,44 535 | 1,75 711 | 50"5 807  | 15"5 694 | 34,28 477 | 3,30 438 | 44,71 434  | 4'40"0 414 |
| 19      | Juris Laipenieks          | 20  | 5865   | Prestazione Punti | 11"6 707  | 6,88 749 | 12,65 640 | 1,65 605 | 53"2 630  | 17"1 413 | 40,49 640 | 3,30 438 | 61,44 764  | 4'57"5 279 |
| 20      | Héctor Thomas             | 22  | 5753   | Prestazione Punti | 11"1 870  | 6,81 728 | 13,42 712 | 1,75 711 | 54"1 576  | 16"9 443 | 40,77 648 | 3,20 400 | 51,15 549  | 5'25"2 116 |
| 21      | Rodolfo Mijares           | 22  | 5413   | Prestazione Punti | 11"3 800  | 6,20 562 | 10,59 467 | 1,65 605 | 50"5 807  | 17"3 385 | 37,55 561 | 3,40 476 | 43,36 411  | 4'49"3 339 |
| 22      | George Stulac             | 27  | 5198   | Prestazione Punti | 12"0 597  | 5,92 493 | 12,74 648 | 1,70 656 | 53"0 642  | 18"4 250 | 36,67 555 | 3,60 556 | 50,4 536   | 4'59"6 265 |
| 23      | Panagiotis Epitropopoulos | 22  | 4737   | Prestazione Punti | 11"7 678  | 6,23 570 | 12,06 587 | 1,73 689 | 53"6 606  | 18"1 283 | 34,68 487 | NM 0     | 50,66 540  | 4'55"0 297 |
| -       | Jurij Diachk'ovi          |     | Rit.   | Prestazione Punti | 11"6 707  | 7,12 825 | 13,22 692 | 1,85 832 | 50"7 793  | 15"3 740 | 37,87 569 | 3,80 645 |            |            |
| -       | Phil Mulkey               |     | Rit.   | Prestazione Punti | 11"5 737  | 6,87 746 | 14,10 780 | 1,83 806 | 52"2 690  | 18"1 283 | 34,12 473 |          |            |            |
| -       | Gurbachan Singh Randhawa  | 21  | Rit.   | Prestazione Punti | 11"6 707  | 6,87 746 | 11,35 528 | 1,90 900 | 52"0 702  | 16"4 523 |           |          |            |            |
| -       | Mirko Kolnik              |     | Rit.   | Prestazione Punti | 11"2 834  | 6,93 764 | 13,1 681  | 1,70 656 | 53"9 588  |          |           |          |            |            |
| -       | Alois Büchel              |     | Rit.   | Prestazione Punti | 11"5 737  | 6,54 651 | 9,79 406  | 1,73 689 |           |          |           |          |            |            |
| -       | Júlio Santos              |     | Rit.   | Prestazione Punti | 12"0 597  | 6,32 592 | 10,85 488 | 1,65 605 |           |          |           |          |            |            |
| -       | David Allan Edstrom       |     | Rit.   | Prestazione Punti | 11"4 768  | 6,39 610 | 13,59 729 |          |           |          |           |          |            |            |